# Secusio hymenaea
Secusio hymenaea är en fjärilsart som beskrevs av Gerstaecker 1919. Secusio hymenaea ingår i släktet Secusio och familjen björnspinnare. Inga underarter finns listade.